# Lekkoatletyka na Światowych Wojskowych Igrzyskach Sportowych 2015 – bieg na 100 m kobiet
Bieg na 100 metrów kobiet – jedna z konkurencji biegowych rozegranych w dniu 6 października 2015 roku podczas 6. Światowych Wojskowych Igrzyskach Sportowych na kompleksie sportowym KAFAC Sports Complex w Mungyeongu.

## Terminarz
| Data                | Godzina (UTC+09:00) | Wydarzenie |
| ------------------- | ------------------- | ---------- |
| 6 października 2015 | 11:30               | Eliminacje |
| 6 października 2015 | 17:00               | Finał      |

## Rekordy
Tabela prezentuje rekord świata, a także rekord Igrzysk wojskowych (CSIM) przed rozpoczęciem mistrzostw.
|                                   | Zawodnik                 | Wynik | Miejsce        | Data               |
| --------------------------------- | ------------------------ | ----- | -------------- | ------------------ |
| Rekord świata                     | Florence Griffith-Joyner | 10,49 | Indianapolis   | 16 lipca 1988(dts) |
| Rekord Igrzyska wojskowych (CSIM) | Ana Cláudia Silva        | 11,28 | Rio de Janeiro | 21 lipca 2011(dts) |

## Medaliści
| Złoto                       | Srebro                        | Brąz                             |
| Rosângela Santos · Brazylia | Natalija Pohrebniak · Ukraina | Marika Popowicz-Drapała · Polska |

## Rezultaty

### Round 1
Awans: Trzy najlepsze zawodniczki z każdego biegu (Q) plus 2 z najlepszymi czasami (q).
| Pozycja | Tor | Zawodnik                   | Państwo           | Czas  | Uwagi  |
| ------- | --- | -------------------------- | ----------------- | ----- | ------ |
| 1       | 1   | Rosângela Santos           | Brazylia          | 11,47 | Q      |
| 2       | 2   | Natalija Pohrebniak        | Ukraina           | 11,61 | Q      |
| 3       | 2   | Marika Popowicz-Drapała    | Polska            | 11,66 | Q      |
| 4       | 2   | Franciela Krasucki         | Brazylia          | 11,76 | Q      |
| 5       | 1   | Iman Essa                  | Bahrajn           | 11,84 | Q      |
| 6       | 1   | Ołesia Powch               | Ukraina           | 11,86 | Q      |
| 7       | 1   | Weronika Wedler            | Polska            | 11,87 | q      |
| 8       | 2   | Yang Hongguang             | Chiny             | 11,90 | q      |
| 9       | 2   | Fitria Indah Wahyuni       | Indonezja         | 12,16 |        |
| 10      | 1   | Xie Zeru                   | Chiny             | 12,24 |        |
| 11      | 1   | Chamali Dilrukshi Nawanage | Sri Lanka         | 12,28 |        |
| 12      | 2   | Sabina Mukoswa             | Kenia             | 12,41 |        |
| 13      | 1   | Margarita Manzueta         | Dominikana        | 12,55 |        |
| 14      | 2   | LaTisha Moulds             | Stany Zjednoczone | 12,73 |        |
| 15      | 2   | Alina Tałaj                | Białoruś          | 12,75 |        |
| -       | 1   | Andriana Ferra             | Grecja            | DQ    | R162.7 |

### Finał
| Pozycja | Tor | Zawodnik                | Państwo  | Czas  | Uwagi |
| ------- | --- | ----------------------- | -------- | ----- | ----- |
| 01 !    | 3   | Rosângela Santos        | Brazylia | 11,17 | CR    |
| 02 !    | 4   | Natalija Pohrebniak     | Ukraina  | 11,46 |       |
| 03 !    | 5   | Marika Popowicz-Drapała | Polska   | 11,50 |       |
| 4       | 8   | Ołesia Powch            | Ukraina  | 11,61 |       |
| 5       | 2   | Weronika Wedler         | Polska   | 11,63 |       |
| 6       | 6   | Iman Essa               | Bahrajn  | 11,68 |       |
| 7       | 1   | Yang Hongguang          | Chiny    | 11,87 |       |
| 8       | 7   | Franciela Krasucki      | Brazylia | 11,92 |       |